# 利特米爾河
利特米爾河（烏克蘭語：Літмир），是烏克蘭西部的河流，屬於亞布倫卡河的左支流。該河流經利維夫州的桑比爾區，河道全長12公里，流域面積42平方公里。